# Olaus Petri Niurenius
Olaus Petri Niurenius, född 1580 i Njurunda församling, död i september 1645 i Umeå landsförsamling, var en svensk präst och skolledare, känd för sina skrifter om och för samerna.

## Biografi
Olaus Petri Niurenius var son till prosten i Umeå socken Petrus Olai Gestricius som undertecknat Uppsala mötes beslut och var Bureättling, och Malin Nilsdotter vars far var borgmästare i Gävle stad. Farfadern var kusin med Petrus Kenicius som åren 1609–1636 var ärkebiskop och prokansler för Uppsala universitet. Farmodern Karin Andersdotter Grubb var moster till Andreas Laurentii Björnram som var ärkebiskop 1583–1591.
Olaus Petri inskrevs antingen 1599 eller 1604 vid Uppsala universitet, för att sedan fortsätta sina studier i Tyskland. Från 1605 studerade han ett par år vid universitetet i Helmstedt för att vistas vid universiteten i Greifswald, Jena, och i Wittenberg 1607, och synes ha fortsatt studierna i Wittenberg där han 18 september 1610 tog magistergraden. När han strax därefter återkom till Sverige, fick han tjänst vid skolan i Gävle, vars rektor han var 1615-1619. i sistnämnda tjänst följde han Petrus Kenicius, som hunnit bli hans svärfader, på dennes visitationsresa till Torneå.
1618 meddelade prästen i Umeå, Petrus Rudbeckius sin avgång, och församlingsborna inkom då med en skrivelse till Kunglig Majestät om att istället få Olaus Petri, son till deras förre prost Petrus Olai. Olaus Petri tillträdde tjänsten 1619. 
Under sin tid i Umeå skrev Olaus Petri Laplandia seu Descriptio orbis illius Arctoi, quem in remotissima Scandiæ seu Sveciæ parte Lappi inhabitant, som var en av de redogörelser som användes av Johannes Schefferus som underlag för verket Lapponia. Texten ger inblick i samisk kultur under hans samtid, om birkarlar och av sentida forskare kontroversiella uppgifter om hur norra Västerbotten blev en del av Sverige under Olaus Petris samtid.
1623 utsågs han till prost varigenom även Lappmarken hamnade i hans vård. Han utgav en katekes på svenska och samiska för "ungdomen i Lappland". Sannolikt är den samiska katekesen översatt av någon annan, för troligen kunde inte Olaus Petri språket.
Olaus Petri brukar nämnas vara den som kläckte idén om en skola för samer i Lycksele för Johan Skytte under dennes Norrlandsresa på 1620-talet, vilket ledde till inrättandet av Skytteanska skolan i Lycksele. Någon skola i Umeå, som Olaus Petri också verkade för, kom däremot inte att inrättas under hans livstid.
Olaus Petri var först gift med Petrus Kenicius dotter Barbara Kenicia, och sedan med Magdalena Zachrisdotter, systerdotter till Anders Bure och Olof Bure. Hans många barn tog sig namnet Plantin. Från en av sönerna härstammar den mest kortlivade adelsätten i Sveriges historia, Plantenstedt. Sonen Zacharias blev riksdagsman och deltog i grundandet av Frösös trivialskola, hans halvbror Johan Plantin var borgmästare i Viborg.